# Smeraldo Smeraldi
Smeraldo Smeraldi (Parma, 18 dicembre 1553 – Parma, 23 giugno 1634) è stato un ingegnere e cartografo italiano.
Assieme al ferrarese Giovan Battista Aleotti e al mantovano Gabriele Bertazzolo, Smeraldo Smeraldi è considerato il punto più avanzato della cartografia del tempo nel rilievo urbano e del territorio.

## Biografia

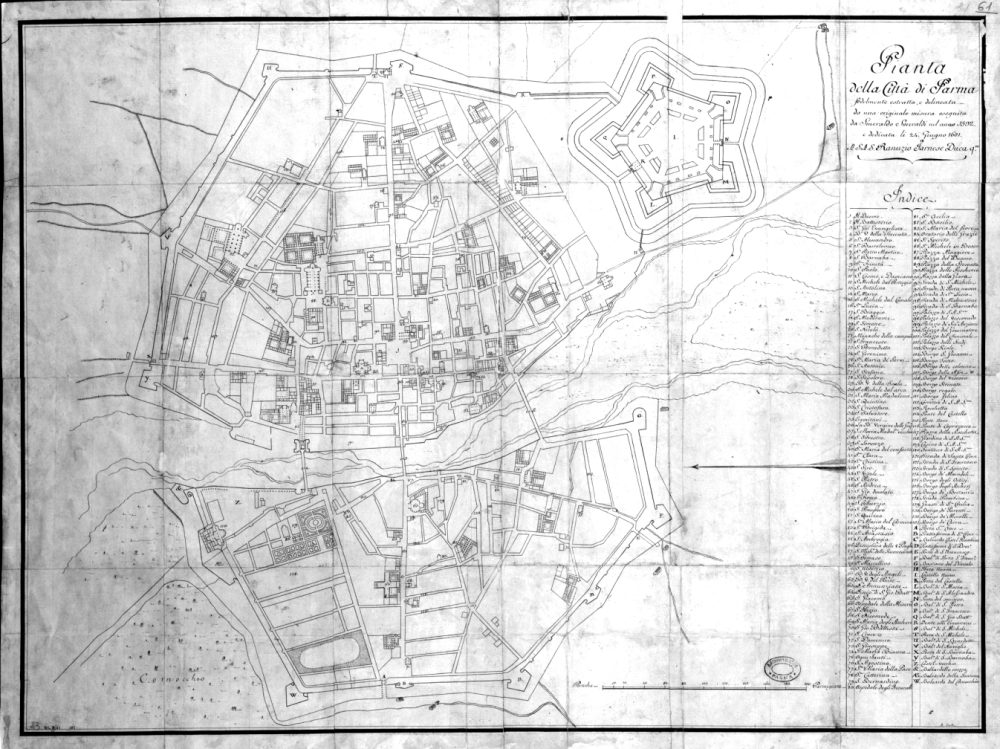
Pianta della città di Parma eseguita da Smeraldo Smeraldi nel 1592

Iniziò a lavorare come orafo e nel 1582 fu chiamato a dirigere la zecca di Giulio Cesare Gonzaga. Accusato di falsificare delle monete, si rifugiò a Parma, dove lavorò come topografo e cartografo per i Farnese. 
Il suo primo lavoro importante fu la pianta di Monticelli d'Ongina, all'epoca feudo dei Casali occupato da Alessandro Farnese. Elaborò poi un disegno delle terre prospicienti il Po, che presentò al duca Ranuccio I Farnese, del quale è conservata una copia, realizzata su lucido da Paolo Gozzi nel XVIII secolo, nell'Archivio di Stato di Parma.
Nel 1591 collaborò con l'ingegnere Stirpio alla costruzione della Cittadella di Parma, ma l'anno successivo venne allontanato e messo in prigione per aver denunciato ruberie nel cantiere. Nel 1592 eseguì i rilievi per la realizzazione di una pianta della città di Parma, che donerà al duca Ranuccio Farnese nel 1601. Nel 1596 lavorò alla chiesa delle Cappuccine Nuove e venne nominato ingegnere presso l'Ufficio dei Cavamenti. Nel 1601 diresse i lavori della torre mozza del Duomo, e realizzò una mappa di Parma, che dedicò a Ranuccio I Farnese. Nel 1604 progettò un giardino e alcune case modulari a Fontevivo per creare un nuovo centro abitato.
In qualità di tecnico della Congregazione dei cavamenti dopo il 1603 ebbe l'incarico di risistemare il sistema idraulico di Mezzani e Colorno, ripristinando la funzionalità del cavo Parmetta e redigendo in quell'occasione una dettagliata cartografia del territorio.
Nel 1606 il palazzo comunale di Parma rimase gravemente danneggiato per il crollo della sua torre e Smeraldi partecipò al concorso per i lavori di ricostruzione. Nel 1627 il duca di Modena Cesare d'Este, su proposta del marchese Enzo Bentivoglio, lo chiamò a coordinare la bonifica delle Valli ferraresi.